# Platanthera albomarginata
Platanthera albomarginata är en orkidéart som beskrevs av Friedrich Fritz Wilhelm Ludwig Kraenzlin. Platanthera albomarginata ingår i släktet nattvioler, och familjen orkidéer. Inga underarter finns listade i Catalogue of Life.